# Izaak Walton

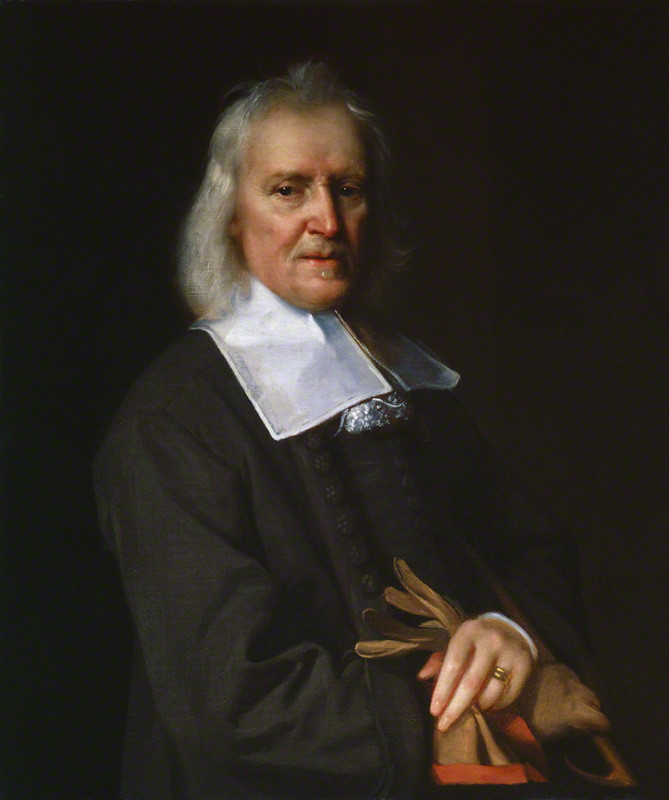
Izaak Walton

Izaak Walton (* 1593 in Stafford, England; † 15. Dezember 1683 in Winchester, England) war ein englischer Herrenschneider, Angler, Biograph und Fachbuchautor. Sein Geburtsdatum ist nicht dokumentiert. 
Zum 9. August wird seiner am diesen Tag nächstliegenden Sonntag mit einer kleinen Zeremonie am Collegiate Church of St Mary gedacht. Das Datum geht auf eine Fehlinterpretation seines Testaments zurück, das er an diesem Tag 1683 in seinem „neunzigsten Lebensjahr“ (“in the ninetieth year of my age”) zu schreiben begann – also noch vor seinem 90. Geburtstag. Da seine Taufe am 21. September 1593 registriert ist, muss er in den Wochen zwischen 9. August und 21. September geboren worden sein.

## Leben
Er veröffentlichte Lebensbeschreibungen und war ein begeisterter Angler. Er angelte auf der Romney Island in der Themse bei Windsor. Befreundet war er mit Charles Cotton.

## Werk
- The compleat angler or an contemplative man’s recreation (1653, dt. Der vollkommene Angler oder eines nachdenklichen Mannes Erholung, 1859), Hauptwerk[4]